# Duopolio di Stackelberg
Il duopolio di Stackelberg è un modello economico, utilizzato anche in teoria dei giochi, inventato nel 1934 da Heinrich Freiherr von Stackelberg.
Esso descrive un mercato in cui vi sono due imprese, una leader, che sceglie per prima, ed una follower {\displaystyle q_{2}} che muove per seconda, dopo aver visto cosa ha fatto la leader {\displaystyle q_{1}}. 
Come nel modello del duopolio di Cournot le imprese scelgono la quantità e non i prezzi.
Si ragiona in relazione alla quantità come nel modello di Cournot. L'impresa Leader calcola la funzione di reazione dell'impresa Follower e sceglierà il suo output basandosi su di essa. Dopo aver calcolato la funzione di reazione q*2 (impresa follower), l'impresa Leader la sostituirà all'interno della sua funzione di reazione, al posto del parametro q2 e otterà la propria funzione di reazione ottimizzata q*1, relativa alla quantità q*2.
L'output generale è dato da Q = q*1 + q*2 e Il Prezzo di Equilibrio viene ricavato sostituendo Q all'interno della funzione di domanda inversa P = A -BQ.
L'equilibrio Stackelberg-Nash è l'intersezione tra le due funzioni di reazione.

## Esempio

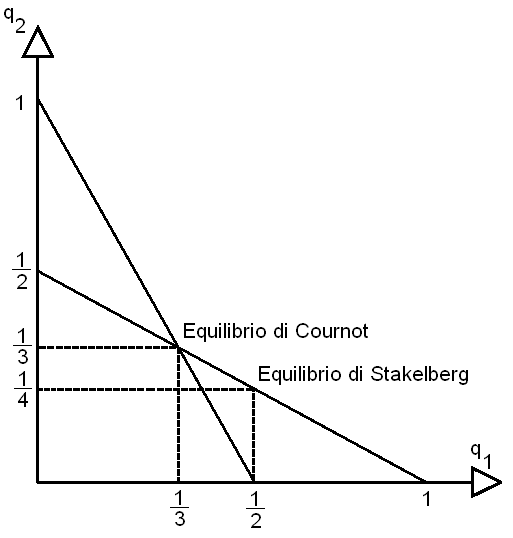
Equilibrio di Stackelberg

Ipotizziamo la seguente domanda di mercato: {\displaystyle P(q)=a-q=a-q_{1}-q_{2}}
Supponendo che i payoff delle imprese coincidano con il loro profitto, definiamo il profitto come: 
{\displaystyle \Pi _{i}(q_{1},q_{2})=q_{i}[(a-q_{1}-q_{2})-c]}
La coppia di quantità {\displaystyle (q_{1};q_{2})} è un equilibrio di Nash se massimizza i profitti di entrambe le imprese. Per calcolarne i valori sviluppiamo il profitto per l'impresa 2 (follower):
{\displaystyle \Pi _{2}(q_{1},q_{2})=aq_{2}-(q_{2})^{2}-q_{1}q_{2}-cq_{2}}
Quindi la massimizziamo derivando su {\displaystyle q_{2}}:
{\displaystyle {\frac {\partial \Pi _{2}}{\partial q_{2}}}\Rightarrow q_{2}={\frac {a-q_{1}-c}{2}}} [*]
Fino a qui l'esempio è identico al duopolio di Cournot. Nel modello Stackelberg invece si chiede ora di massimizzare i profitti dell'impresa 1 (leader) tenendo conto della massimizzazione dell'impresa 2. Ciò si effettua inserendo la {\displaystyle q_{2}}  sopracitato all'interno dell'equazione di profitto {\displaystyle q_{1}}:
{\displaystyle \Pi _{1}(q_{1},{\frac {a-q_{1}-c}{2}})=q_{1}\left[\left(a-\left({\frac {a-q_{1}-c}{2}}\right)-q_{1}\right)-c\right]=aq_{1}-q_{1}\left({\frac {a-q_{1}-c}{2}}\right)-(q_{1})^{2}-cq_{1}}
{\displaystyle {\frac {\partial \Pi _{1}}{\partial q_{1}}}\Rightarrow q_{1}={\frac {a-c}{2}}}
A questo punto troviamo {\displaystyle q_{2}} della follower sostituendo il {\displaystyle q_{1}} che abbiamo appena trovato all'interno dell'equazione [*] del modello di Cournot:
{\displaystyle q_{2}={\frac {a-({\frac {a-c}{2}})-c}{2}}={\frac {a-c}{4}}}
Ipotizzando a = 1 e c = 0 l'equilibrio di duopolio di Stackelberg è pari a:
{\displaystyle q_{1}={\frac {1}{2}}}
{\displaystyle q_{2}={\frac {1}{4}}}